# 宮崎サンシャインエフエム
株式会社宮崎サンシャインエフエム（みやざきサンシャインエフエム）は、宮崎県宮崎市及びその周辺市町村を放送区域として超短波放送（FM放送）を行う特定地上基幹放送事業者（コミュニティFM放送局）である。

## 概要

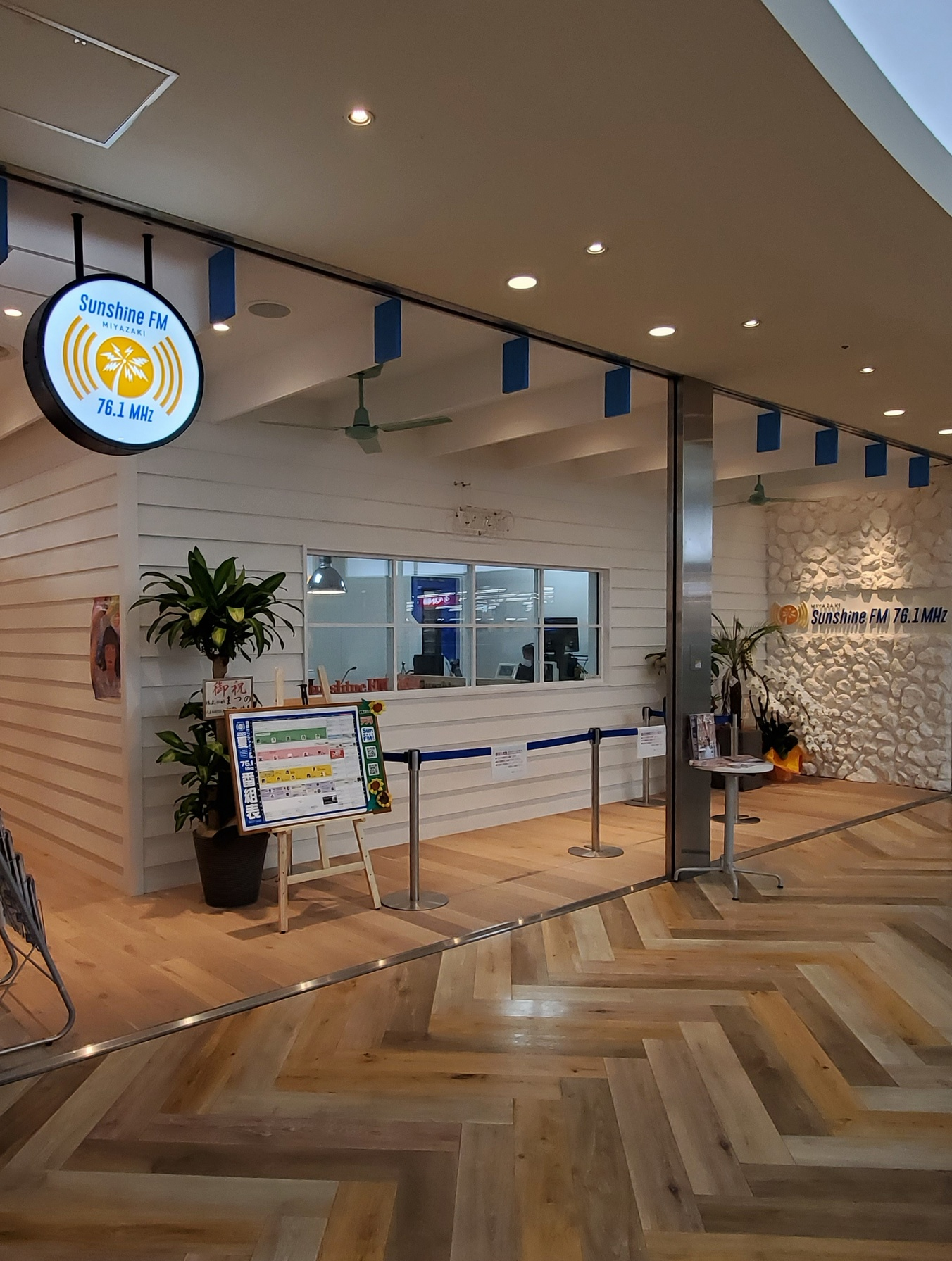
宮交シティ・3階にあるスタジオ（2020年）

1999年2月14日開局。出力20W（開局当初は10W）。送信所はフェニックスリゾート「シーガイア」の敷地内にあるフェニックス・シーガイア・オーシャン・タワーの屋上（旧・ホテルオーシャン45→シェラトン・グランデ・オーシャンリゾート）。
事業母体は当初、セントラルグループ事業協同組合や株式会社九南などの純民間企業からの出資で構成されていた。その後、市内でスーパーマーケットを展開する株式会社まつのの社長・松野晴義個人の名義で全株を保有。松野は社の代表取締役にも就任していた。
2019年6月3日をもって、いちご株式会社の子会社である株式会社宮交シティが全株を取得して買収し、同社代表取締役会長兼社長の石原実が社長に就任した。買収にあたり、いちごと宮交シテイは、「サンシャインFMのカバーエリアと宮交シティの商圏が一致していること」「青い海と空、豊かな自然と温暖な気候に恵まれた宮崎生活を発信するコミュニティFM放送局として、地元の皆様に心地良さを提供するとともに、インターネットラジオ配信を通じ、世界中、日本中で故郷を想う宮崎出身者を応援する、このようなビジョンを実現したい」としている。いちごは、宮崎エリアの持続的な発展に向け、宮崎県に展開する宮交シティ、サンシャインFM、いちご都城安久町ECO発電所、いちご木城高城ECO発電所、スマートビニールハウスを「サステナブルインフラ」と位置づけ、地域貢献を進めていくと表明した。
かつては毎日深夜0 - 5時に放送を休止していたが、現在は24時間放送。自社番組以外の時間帯はミュージックバードの番組を放送している。

### 開局の経緯
宮崎市内のコミュニティ放送局設置の話は1993年頃から起きていたが、宮崎県と宮崎市の一本化調整で折り合いがつかず、1998年夏頃に、「宮崎サンシャインエフエム」と「宮崎シティエフエム」がほぼ同時に郵政省九州電波通信監理局（現・総務省九州総合通信局）に申請。人口わずか30万人の商圏で、コミュニティFM放送局2局を運営できるか懸念されたが、1998年12月21日に「宮崎サンシャインエフエム」に、その4日後に「宮崎シティエフエム」に予備免許がそれぞれ交付され、2局が並列する状態となった。
「宮崎サンシャインエフエム」には翌1999年2月8日に本免許が交付され、6日後の2月14日に開局した。なお、宮崎シティエフエムは2005年10月31日をもって閉局した。
宮崎市、西都市、東諸県郡国富町・綾町、児湯郡新富町をカバーエリアとし、エリア人口は約48万人。

### 特徴

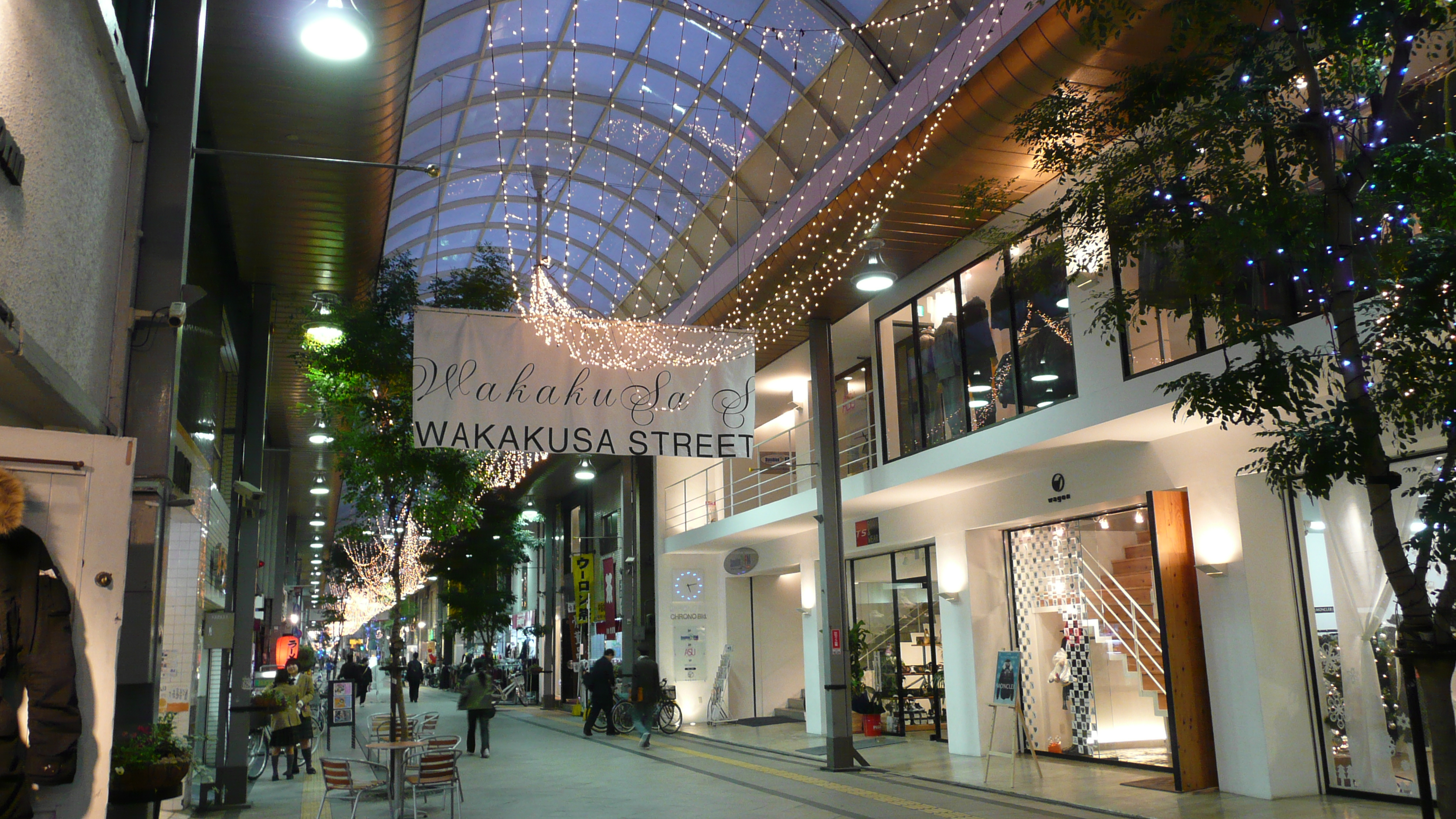
若草通り
画像中央の「クロノビル」2階に1999年の開局から2020年までサンシャインエフエムが入居していた。

1999年の開局から2020年まではの放送スタジオ（演奏所）は、宮崎市のアーケード街「若草通」の一角である「クロノビル」にあり、朝8時から夕方20時ごろまでは一般リスナーも立ち入りでき、番組見学が可能であった。2020年6月以降は宮交シティ専門店街の3階にスタジオが設置され、宮交シティの営業時間内は番組見学ができる。
2006年3月24日には宮崎市、宮崎ケーブルテレビと防災協定を締結。宮崎市または県内にて非常事態が発生、および発生する恐れがある場合、宮崎市が宮崎サンシャインエフエムの管理する放送設備を使用し、他の放送に優先して緊急災害情報の放送を行うことを取り決めた。実際の運用として、宮崎市が防災ラジオを導入して高齢者世帯等に配布し、割り込み放送・防災ラジオの強制起動を用いて放送する。Jアラートおよび「防災 宮崎市役所」からの放送を、宮崎市内で運用している防災行政無線と同一内容で放送する。
これ以前にも台風等の災害が発生した際、宮崎サンシャインエフエムは繰り返し被害等の情報を放送していたのに対し、宮崎シティエフエムはほとんど災害情報を放送していなかった｡

## 自社番組
開局当時、番組編成は全放送時間の約30%を自社制作番組で編成されており、それ以外の番組供給をミュージックバードに依存していた。自社制作番組はウィークデーの朝・昼・夜にそれぞれ生放送番組を放送。中には宮崎弁をタイトルにした「てげ・のんびりーの」（“てげ”は“すごい”の意）という番組や、「歌謡曲散歩道」といった番組もあった。
2007年4月にタイムテーブルを一新し、自社制作番組を大幅改編。土曜日の「宮崎ハートフルトーク」と日曜日の「週刊市役所マガジン」「健康・福祉アラカルト」「ミッキーのフォークビレッジ」を残して、残りはほとんど新番組に移行した。開局以来継続してきた「フレッシュフルーツ761」と「てげ・のんびりーの」を終了させ、新たに約2時間の生番組「若草ほっとステーション」と約3時間の生番組「Sunshine Dream」を開始。これにて平日に開局時より続いた番組は全て終了した。
同年10月にはさらに自社制作番組を大幅に改編し、平日の帯番組として「モーニング・サンシャイン」（午前）と「～若草サンセットレディオ～ YOU@NAVI」（夕方）（現在は終了）を開始した。これに対し開局以来の番組であった土曜日の「宮崎ハートフルトーク」、日曜日の「健康・福祉アラカルト」が終了した。また、日曜日に放送されていた「週刊市役所マガジン」は改編に伴い、2013年3月をもって終了した。
2015年から山本圭壱の冠番組「極楽とんぼ山本圭壱のいよいよですよ。」がスタート。2016年にはフジテレビのめちゃ×2イケてるッ!で収録の様子が放送された。
2017年から地元のサッカーチームテゲバジャーロ宮崎の番組「テゲバRADIO〜Jでの挑戦〜」がスタート。

### 主な番組
自社制作番組は、月曜日 - 木曜日は朝・夕のワイド番組のみだが、金曜日・土曜日に集中して放送されている。
- from MORNING（月曜 - 金曜 8:00 - 10:55）
- SUNFM Sunset Radioshow イドバタ！（月曜 - 金曜 16:00 - 18:30）
- Land Cell.の『CLASS MATE-クラスメイト-』（月曜 19:00 - 20:00）
- #月曜ぷぷぷ（月曜 20:00 - 21:00）
- FM大学 NooNFreeZ in the Moon（月曜 21:00 - 22:00）
- 守成クラブ宮崎プレゼンツ　マニーウェーブ（火曜　18:30 - 18:59）
- Sunshine Color（火曜 19:00 - 20:00）
- ヴィアマテラスのよかラジオ（火曜 20:00 - 21:00）
- （生放送）ミッキーのフォークビレッジ（水曜 19:00 - 20:00、（再放送）日曜 19:00 - 20:00）
- 永吉愛とmusic♪（水曜 20:05 - 21:00）
- マコトとカナのもう、おなかいっぱい!（水曜 21:05 - 22:00）
- チキンナンゴー もくもくラジオ（木曜 19:00 - 20:00）
- テゲバRADIO～Jでの挑戦～（木曜 20:00 - 21:00）
- れいなリンクdeコーディネート（木曜 21:00 - 22:00）
- ペアラジ（金曜 11:45 - 12:00）宮崎放送（MRTラジオ）と共同制作。MRTラジオでは土曜日の11:30 - 11:45に放送。
- 金曜おひるは、おっちゃん。（金曜 12:00 - 14:00）
- ROOMMATEラジオ（金曜 18:30 - 19:00）
- （生放送）嫁恐竜の花金ラジオ（金曜 19:00 - 20:00）
- （生放送）SOUTH CITY NOISE!!（金曜 20:00 - 21:00）
- SUNFM FRIDAY LOUNGE（金曜 21:00 - 22:00）
- 極楽とんぼ山本圭壱のいよいよですよ｡（金曜 22:00 - 24:00）
- 濱田兄弟のグンナイベイビー（金曜 24:00 - 25:00）
- Pekoのカフェラジ（土曜 12:00 - 12:55）
- 土曜ゴゴイチ！（第1・3・5週土曜 13:00 - 15:00）
- MUSIC ENTERTAINMENT MIYAZAKI（第2・4週土曜 13:00 - 15:00）
- じゅんこの空振り上等！（日曜 10:00 - 10:30）
- フェニックスの木蔭（日曜 10:30 - 11:00）
- Sundayシアター あんてな放送局（日曜　13:00 - 13:55）
- ケンさんの昭和サウンドメモリー（日曜 17:00 - 18:00）